# Aquiloeurycea
Genre
Aquiloeurycea  est un genre d'urodèles de la famille des Plethodontidae.

## Répartition
Les six espèces de ce genre sont endémiques du Mexique.

## Liste des espèces
Selon Amphibian Species of the World (16 septembre 2015) :
- Aquiloeurycea cafetalera (Parra-Olea, Rovito, Márquez-Valdelmar, Cruz, Murrieta-Galindo & Wake, 2010)
- Aquiloeurycea cephalica (Cope, 1865)
- Aquiloeurycea galeanae (Taylor, 1941)
- Aquiloeurycea praecellens (Rabb, 1955)
- Aquiloeurycea quetzalanensis (Parra-Olea, Canseco-Márquez & García-París, 2004)
- Aquiloeurycea scandens (Walker, 1955)

## Publication originale
- Rovito, Parra-Olea, Recuero & Wake, 2015 : Diversification and biogeographical history of Neotropical plethodontid salamanders. Zoological Journal of the Linnean Society, vol. 175, p. 167–188.